# Vitebsk
Vitebsk (en russe : Витебск) ou Viciebsk (en biélorusse : Віцебск ; en alphabet łacinka : Viciebsk) est une ville de Biélorussie et le chef-lieu de la voblasc de Viciebsk. Sa population s'élevait à 364 800 habitants en 2020.

## Géographie
Vitebsk se trouve dans la région la plus septentrionale du pays, près de la frontière russe. Elle est située à 126 km à l'ouest-nord-ouest de Smolensk, à 223 km au nord-est de Minsk, à 472 km à l'ouest de Moscou et à 529 km au sud de Saint-Pétersbourg.
La ville de Vitebsk est assise sur les bords de la rivière Dvina et de la Vitba (ru), petit cours d'eau qui la traverse et a donné son nom à la ville de Vitebsk et qui se jette dans la Dvina. Les historiens grecs citent cette ville dès le Xe siècle, car les peuples du nord se déplaçaient en descendant le Dniepr pour aller jusqu'en Grèce (la route des Varègues).

## Histoire
| Appartenances historiques Grand-duché de Lituanie 1320–1569 République des Deux Nations (Voïvodie de Vitebsk) 1569–1771 Empire russe 1771-1917 République russe 1917-1917 RSFS de Russie 1917–1918 République populaire biélorusse 1918–1919 RSS lituano-biélorusse 1919–1919 RSS de Biélorussie 1919–1991 Biélorussie 1991–présent |

La ville aurait été fondée en 947 par Olga de Kiev, mais les sources écrites la mentionnent en 1021, lorsque le prince de Kiev, Iaroslav le Sage, en fit don au prince de Polotsk, Briatchislav. Vitebsk fut incorporée au grand-duché de Lituanie en 1320 et au XVIe siècle à la république des Deux Nations, qui réunissait la Pologne et la Lituanie. En 1597, elle reçut des privilèges urbains (droit de Magdebourg). En 1771, au premier partage de la Pologne, elle fut intégrée à l'Empire russe. En 1802 elle devient la capitale du gouvernement de Vitebsk nouvellement créé.
Pendant la campagne de Russie, Vitebsk, placée au centre du couloir stratégique, entre le Dniepr et la Dvina, qu'a emprunté dans les deux sens la Grande Armée, fut prise le 28 juillet 1812 par Napoléon. Elle deviendra un entrepôt essentiel dans la logistique de la Grande Armée et sera de fait un enjeu militaire essentiel. Six grandes batailles se déroulent alors dans les environs de Vitebsk, en 1812 : la bataille d'Ostrovno, la bataille de Kliastitsy, deux batailles dans la région de Polotsk (la première et la seconde bataille de Polotsk), la bataille de Czaśniki, dans le nord de la province de Vitebsk à Verkhniadzvinsk et au camp fortifié de Drissa (ru) — mentionné dans le roman de Léon Tolstoï Guerre et paix — une des principales fortifications militaires de l'armée russe, siège du général russe Michel Barclay de Tolly. Le commandement russe se retira de Vitebsk pour joindre la 1re et la 2e armée russe. Sur la colline de l'Assomption près de Vitebsk, se trouve, à l'emplacement du déroulement de cette bataille, un obélisque dédié à Vitebsk et à la victoire russe du 26 octobre 1812.
À partir de 1918, Vitebsk est l'un des centres de l'avant-garde artistique avec l'École de Vitebsk dirigée par Marc Chagall.
Pendant la Seconde Guerre mondiale, Vitebsk fut occupée par l'Allemagne nazie le 11 juillet 1941. Fin juillet 1941, plus de 300 Juifs furent fusillés sous le commandement de Walter Blume par le Sonderkommando 7a de l'Einsatzgruppe B. La ville et ses environs furent intégrés le 1er septembre 1941 au Commissariat général de Ruthénie blanche, à l'intérieur du Reichskommissariat Ostland. Le 23 juin 1944, la 39e armée du troisième front biélorusse de l'Armée rouge, sous le commandement du général Lioudnikov, et la 43e armée du premier front de la Baltique, sous le commandement du général Beloborodov, commencèrent l'opération Bagration pour reprendre Vitebsk. Les deux armées se rejoignirent le 25 juin 1944 et détruisirent cinq divisions allemandes. L'Armée rouge fit son entrée dans la ville le 26 juin 1944.

## Population
Le gouvernement de Vitebsk, créé en 1802 et qui subsista tel quel jusqu'en 1924, était divisé en 12 districts, dont la population se décomposait ainsi, selon le recensement de 1897 :
- Orthodoxes : 825 524
- Catholiques : 356 939
- Juifs : 175 586
- Vieux Croyants : 82 968
- Luthériens : 46 139

| 1784   | 1808   | 1863   | 1881   | 1897*  | 1913    | 1923   |
| ------ | ------ | ------ | ------ | ------ | ------- | ------ |
| 10 289 | 10 803 | 27 868 | 48 206 | 65 871 | 106 500 | 86 641 |

| 1926   | 1939*   | 1959*   | 1970*   | 1979*   | 1989*   | 1999*   |
| ------ | ------- | ------- | ------- | ------- | ------- | ------- |
| 91 201 | 167 299 | 148 300 | 230 804 | 296 605 | 347 426 | 340 710 |

| 2009*   | 2012    | 2013    | 2014    | 2015    | 2016    | 2017    |
| ------- | ------- | ------- | ------- | ------- | ------- | ------- |
| 347 928 | 359 544 | 361 873 | 363 061 | 366 299 | 368 574 | 369 933 |

| 2018    | 2019    | 2020    | - | - | - | - |
| ------- | ------- | ------- | - | - | - | - |
| 370 298 | 378 459 | 364 800 | - | - | - | - |

## Musées
- École artistique de Vitebsk
- Musée régional de Vitebsk
- Musée Marc Chagall de Vitebsk

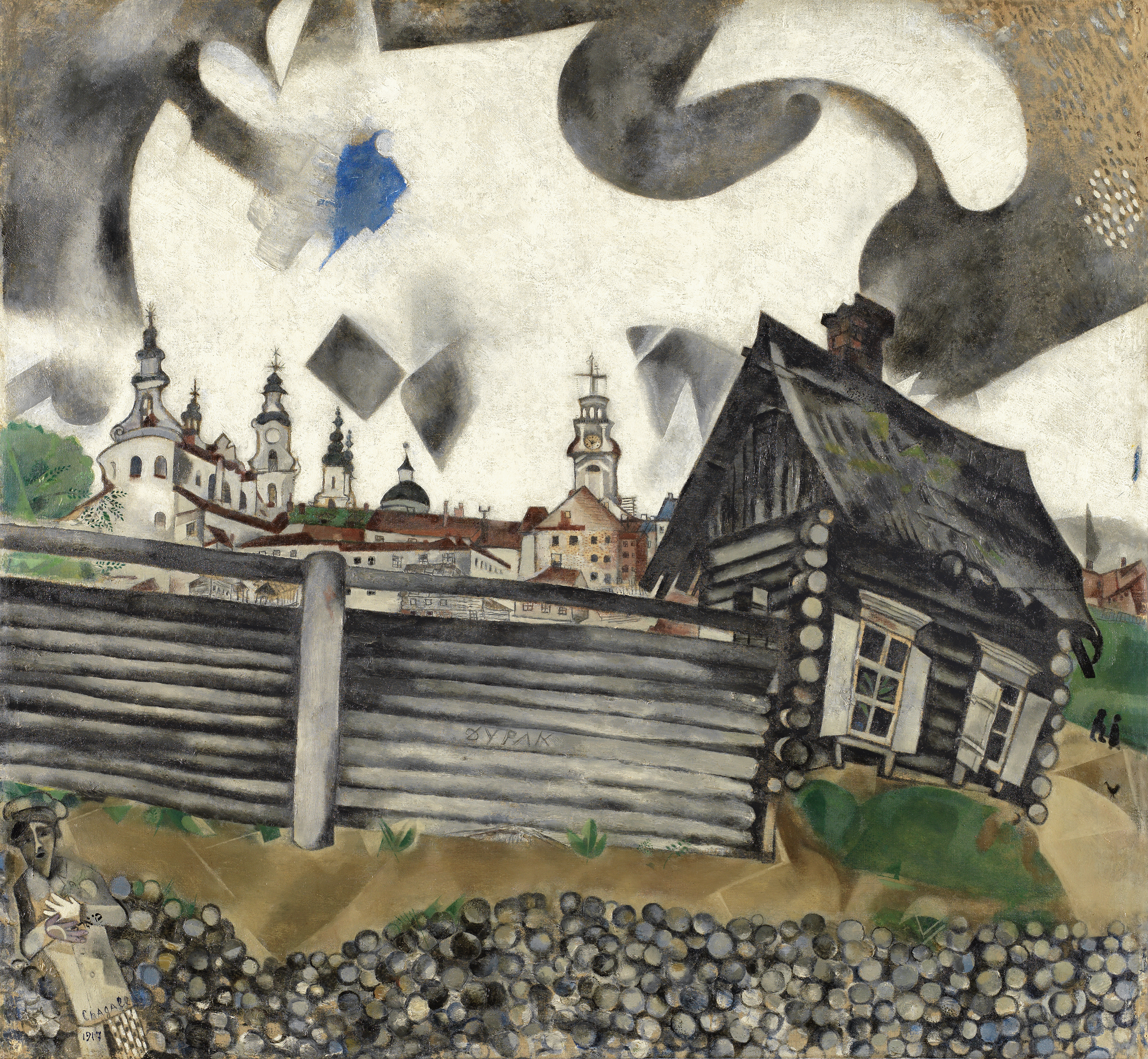
Marc Chagall, La Maison grise, 1917, Musée National Thyssen-Bornemisza, Madrid, Inv. no. 500

- Musée-domaine Ilia Répine Zdravnevo

## Églises
- Église de la Dormition (Église grecque-catholique biélorusse)
- Église de la Résurrection (Christianisme orthodoxe)
- Église de l'Annonciation de Vitebsk (ru) (Christianisme orthodoxe).
- Église catholique Sainte-Varvara (ru)

## Sports
Le club de football de Vitebsk est le FK Vitebsk, qui résulte de la fusion du Lokomotiv Vitebsk avec le Dvinaa Vitebsk en 1996 sous le nom de Lokomotiv-96 Vitebsk. Il a pris son nom actuel en 2007 et a remporté la coupe du Bélarus en 1998.

## Personnalités
Sont nés à Vitebsk :'
- Menachem Mendel de Vitebsk (1730-1788), Rebbe hassidique, de la troisième génération (depuis le Baal Shem Tov, le fondateur du Hassidisme
- Franz Albert Seyn (1862-1918), militaire et gouverneur
- Shalom Anski (1863–1920), écrivain
- Boris de Schlœzer (1881-1969), écrivain et traducteur français
- Marc Chagall (1887–1985), peintre naturalisé français
- Alexandre Vvedenski (1889–1946), chef religieux orthodoxe
- Ossip Zadkine (1890–1967), sculpteur français
- Pavel Soukhoï (1895-1975), ingénieur aéronautique, créateur du bureau d'études aéronautiques Soukhoï
- Immanuel Velikovsky (1895-1975), psychiatre et écrivain russe
- Polia Chentoff (1896-1933), peintre, illustratrice, graveur et sculptrice
- Éléonore Niquille (1897-1957), écrivaine, installée en Suisse
- Grigory Gluckmann (1898–1973), peintre
- Bronislaw Kaminski (1899-1944), chef de la Brigade Kaminski
- Jennie Tourel (1900–1973), mezzo-soprano
- Isser Harel (1912–2003), homme politique israélien, directeur du Mossad 1952–1963
- Jores Ivanovitch Alferov (1930-), physicien soviétique puis russe
- Leonid Afremov (1955-), peintre
- Tatyana Ivinskaya (1958-), joueuse soviétique de basket-ball
- Zinaida Stahurskaia (1971-2009), coureuse cycliste biélorusse
- Dmitri Markov (1975-), perchiste biélorusse puis australien
- Sergueï Lyakhovich (1976-), boxeur biélorusse
- Sergueï Kornilenko (1983-), footballeur biélorusse
- Olga Sorokina (1985-), mannequin biélorusse
- Tanya Dziahileva (1991-), mannequin biélorusse

## Jumelages
| Ville | Ville                | Pays | Pays      | Période                     |
| ----- | -------------------- | ---- | --------- | --------------------------- |
|       | Bălți                |      | Moldavie  |                             |
|       | Daugavpils,          |      | Lettonie  | depuis le 25 juillet 1998   |
|       | Francfort-sur-l'Oder |      | Allemagne | depuis 1991                 |
|       | Harbin               |      | Chine     |                             |
|       | Jinan                |      | Chine     | depuis le 20 septembre 2009 |
|       | Nienburg/Weser       |      | Allemagne |                             |
|       | Rēzekne              |      | Lettonie  |                             |
|       | Vanadzor,            |      | Arménie   | depuis le 16 juillet 2012   |
|       | Zielona Góra         |      | Pologne   | depuis mars 2002            |

## Climat
Les données climatiques ci-dessous sont sur la période 1951-juin 2012 pour la température de l'air et 1936-juin 2012 pour les précipitations.
| Mois                                  | jan.       | fév.       | mars       | avril      | mai       | juin      | jui.      | août      | sep.      | oct.      | nov.     | déc.      | année      |
| ------------------------------------- | ---------- | ---------- | ---------- | ---------- | --------- | --------- | --------- | --------- | --------- | --------- | -------- | --------- | ---------- |
| Température minimale moyenne (°C)     | −7,7       | −8,5       | −3,9       | 2,5        | 7,9       | 11,6      | 13,6      | 12,3      | 7,7       | 3,3       | −1,9     | −6,5      | 2,5        |
| Température moyenne (°C)              | −5,3       | −5,5       | −0,6       | 6,8        | 13,1      | 16,4      | 18,4      | 17        | 11,6      | 6,1       | −0,1     | −4,2      | 6,1        |
| Température maximale moyenne (°C)     | −2,9       | −2,6       | 2,9        | 11,6       | 18,5      | 21,4      | 23,5      | 22,2      | 16,2      | 9,5       | 2,3      | −2        | 10,1       |
| Record de froid (°C) date du record   | −36,1 1956 | −38,9 1956 | −27,8 1964 | −13,9 1965 | −4 1974   | −1,6 1982 | 4 1978    | 1 1973    | −4 1973   | −15 1966  | −24 1992 | −35 1978  | −38,9 1956 |
| Record de chaleur (°C) date du record | 10,4 2007  | 10,9 1990  | 18,1 1990  | 28,5 2012  | 31,3 2005 | 32,2 1964 | 34,7 2010 | 37,8 2010 | 30,1 2008 | 24,6 1999 | 15 1968  | 10,7 2009 | 37,8 2010  |
| Précipitations (mm)                   | 51         | 45         | 46         | 36         | 57        | 86        | 82        | 83        | 66        | 62        | 55       | 55        | 724        |
| Nombre de jours avec précipitations   | 8          | 6          | 8          | 13         | 15        | 17        | 17        | 14        | 16        | 17        | 14       | 10        | 155        |
| Humidité relative (%)                 | 85         | 81         | 76         | 67         | 66        | 72        | 73        | 75        | 80        | 83        | 87       | 87        | 78         |
| Nombre de jours avec neige            | 23         | 21         | 14         | 4          | 0,3       | 0         | 0         | 0         | 0,2       | 3         | 13       | 22        | 101        |
| Nombre de jours d'orage               | 0,1        | 0          | 0,2        | 1          | 4         | 6         | 6         | 4         | 1         | 0,3       | 0        | 0,1       | 23         |
| Nombre de jours avec brouillard       | 4          | 4          | 4          | 2          | 1         | 1         | 2         | 2         | 4         | 5         | 7        | 6         | 42         |

## Galerie

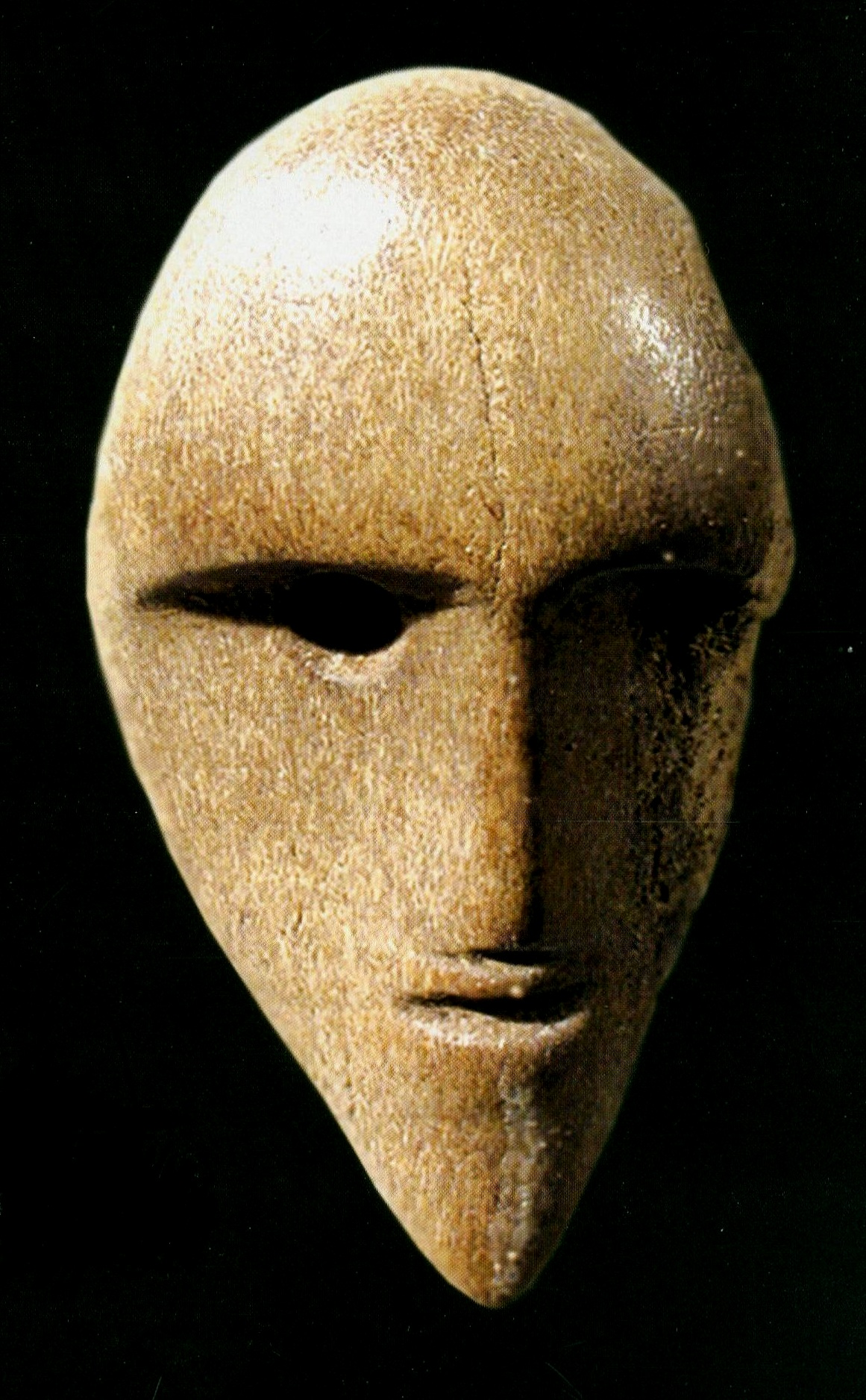
Figure humaine du néolithique, district de Beshenkovichi, région de Vitebsk
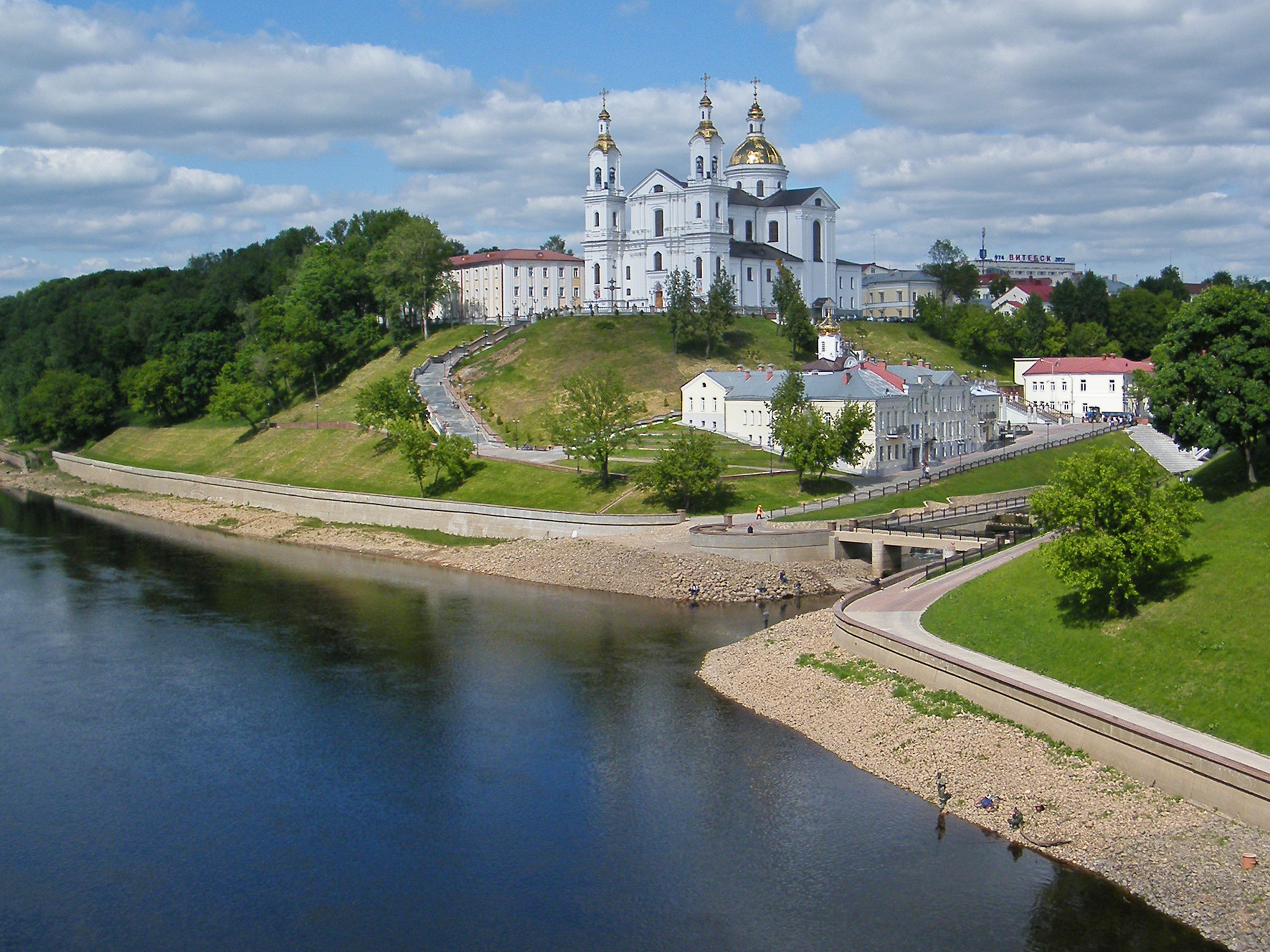
Cathédrale Ouspeski.
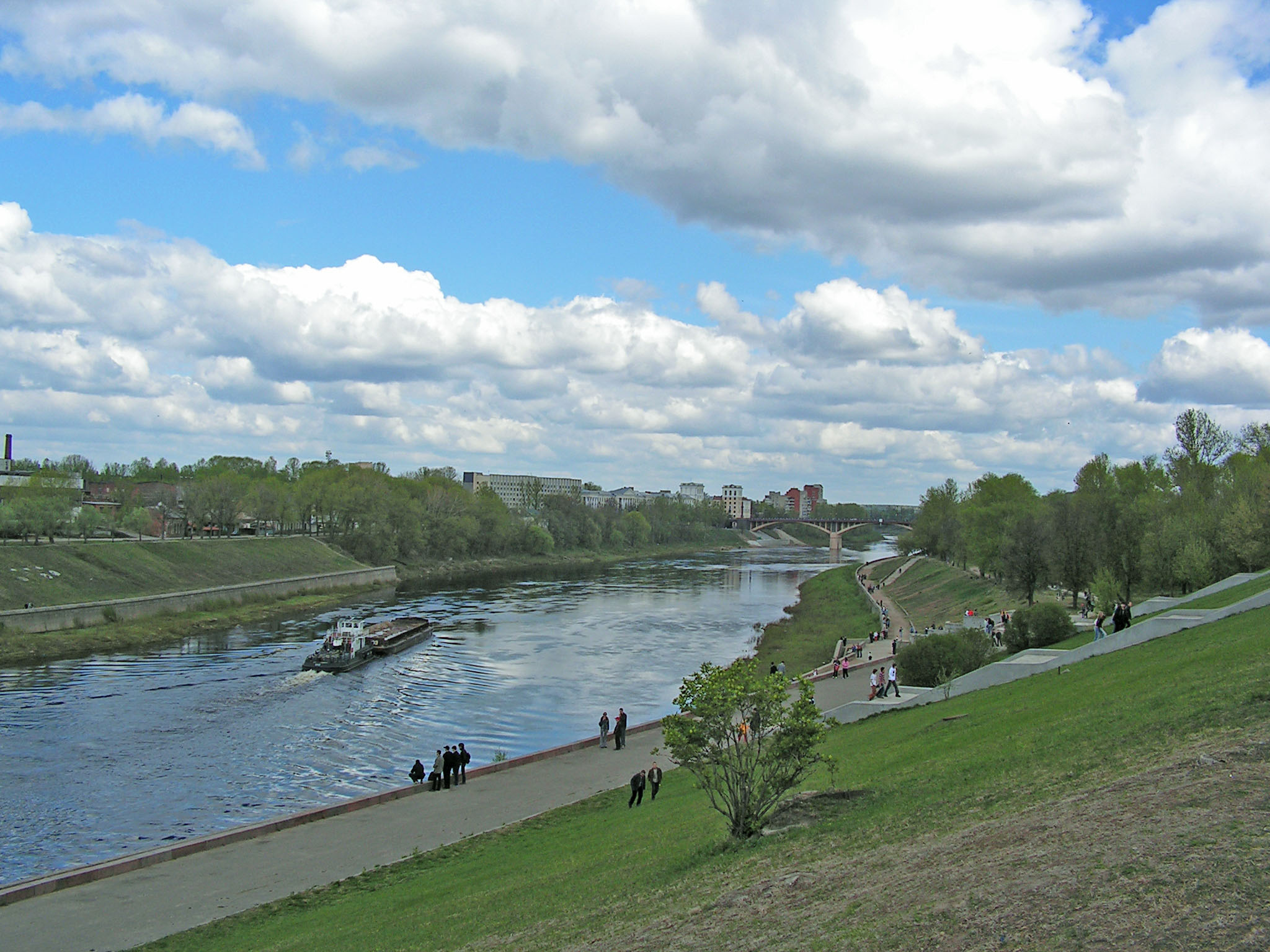
Vitsebsk au bord de la Daugava.
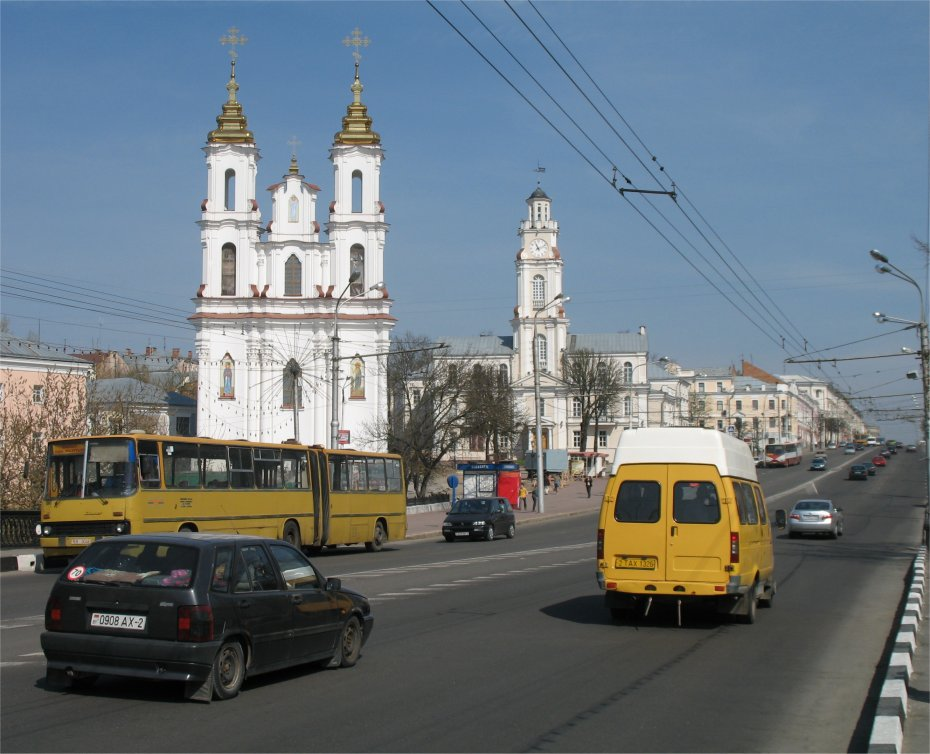
Rue Lénine.
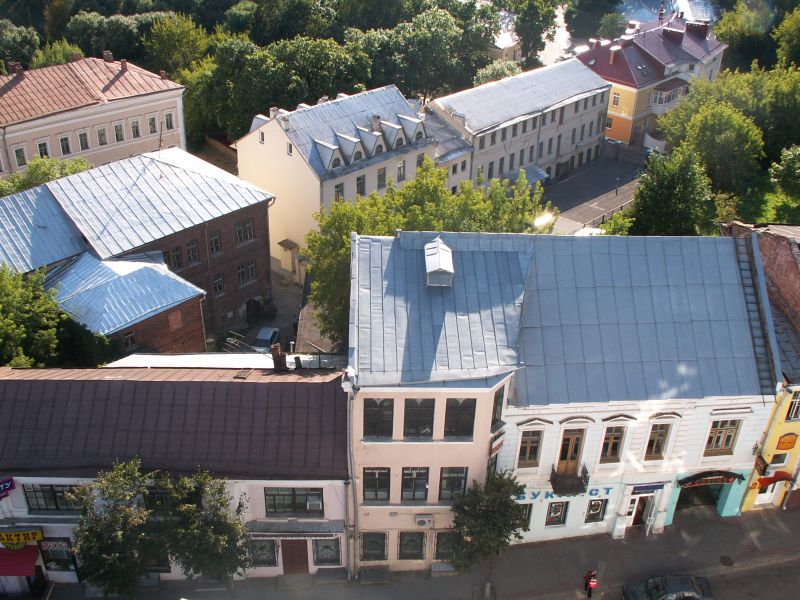
Centre-ville.
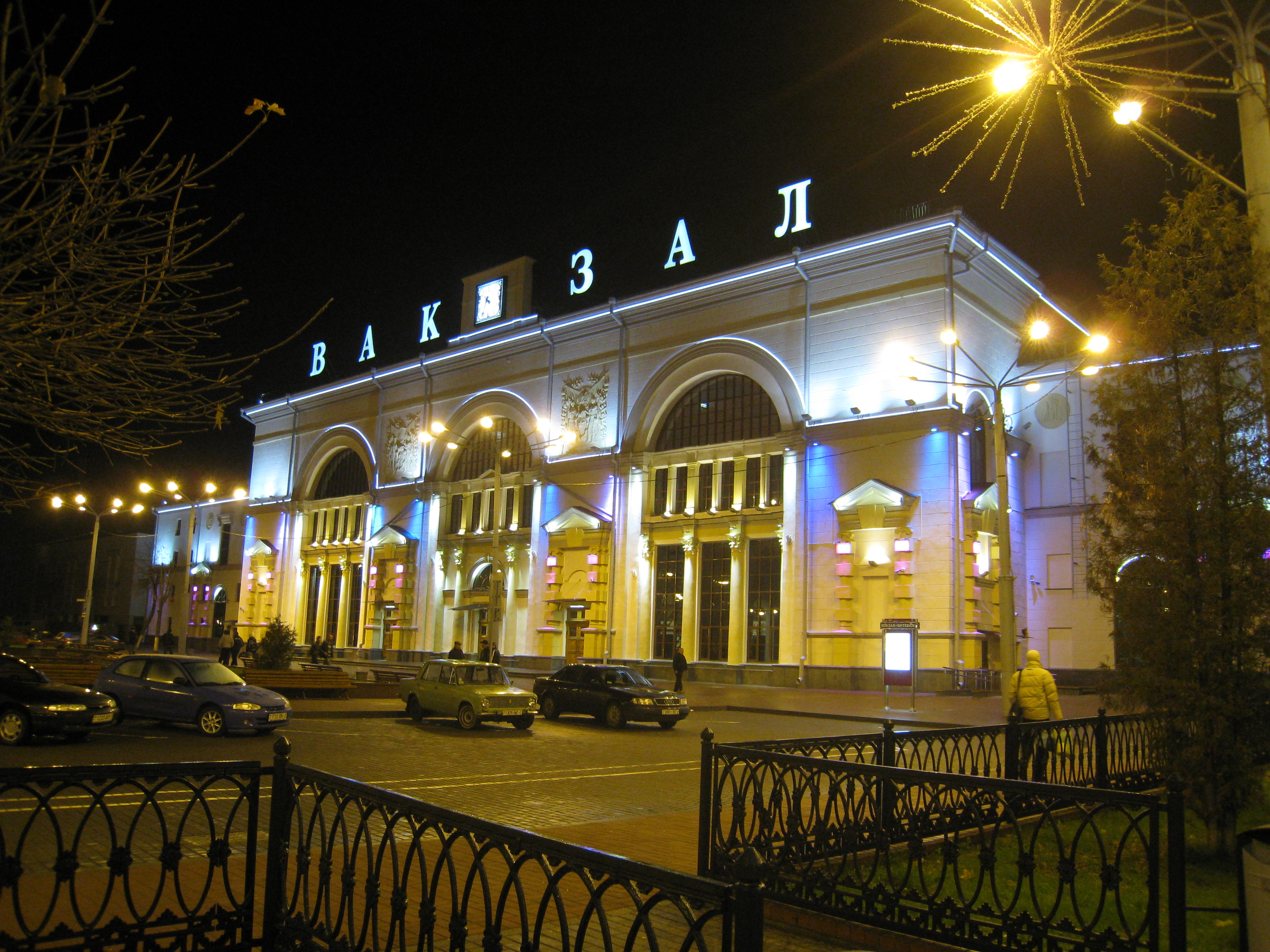
Gare de Vitebsk (Biélorussie).
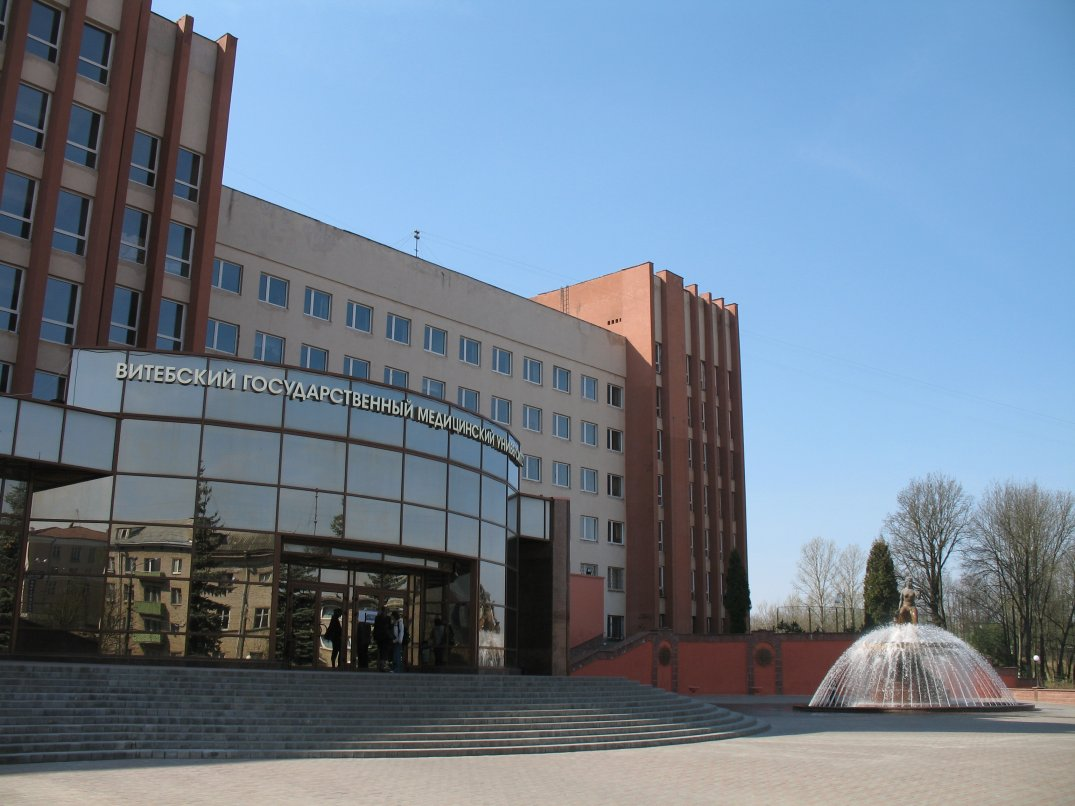
Faculté de pharmacie.
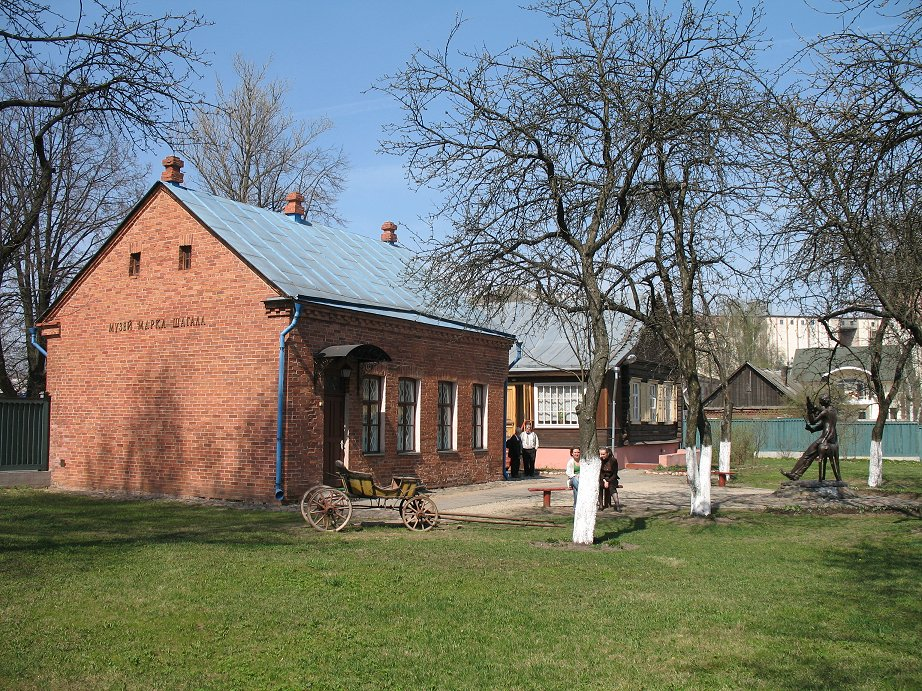
Musée Marc Chagall.
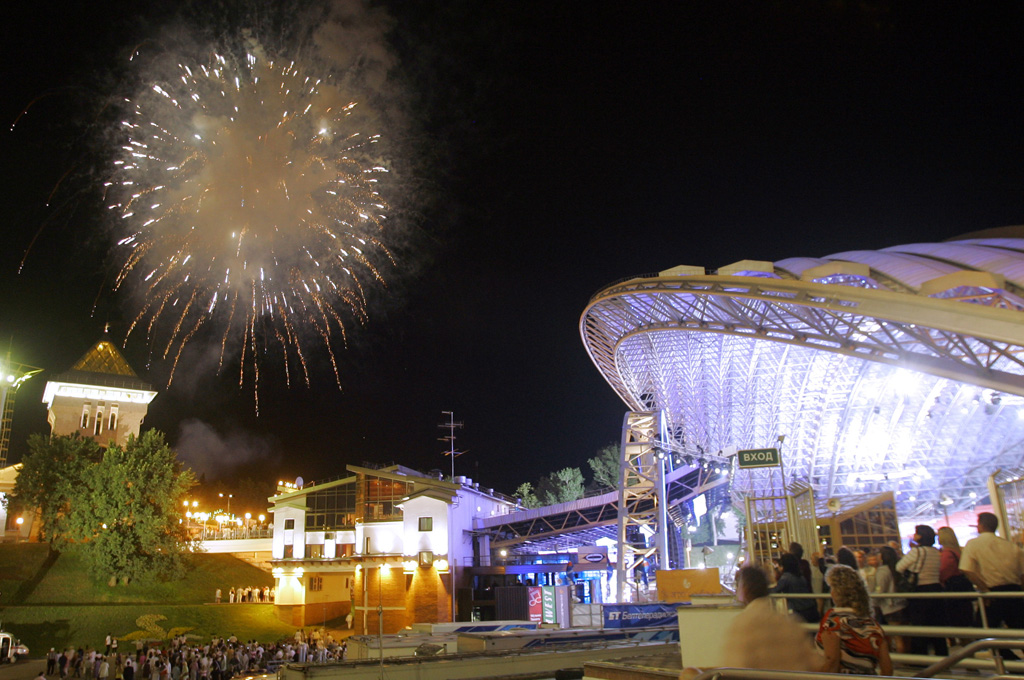
Clôture de la semaine de musique slave.